# Jordi Porta i Ribalta
Jordi Porta i Ribalta (Barcelona, 1 de julio de 1936-14 de junio de 2023) fue un filósofo y activista cultural español, presidente del Centro UNESCO de Cataluña y presidente de Òmnium Cultural.

## Biografía
Después de hacer los estudios elementales se pone a trabajar el 1950 y cursa el bachillerato superior nocturno al volver del servicio militar el 1959. Se licencia en filosofía por la Universidad de Barcelona de 1963 a 1967. Merced a una beca, amplía estudios a Nanterre (Francia) de 1967 a 1970.

## Trayectoria
Director de la Fundación Jaume Bofill de 1971 a 2001. Fue también dirigente del escultismo catalán, en concreto de la Delegación Diocesana de Escultismo y de la Federación Catalana de Escultismo.
Fue presidente de la Opinió Catalana, presidente de la Coordinadora Catalana de Fundaciones, miembro de Patronato del Consejo de la Información de Cataluña, miembro del Consejo Asesor del Patronat Català Pro Europa y coordinador de actividades de la asociación Cristianismo Siglo XXI. También fue síndico de agravios de la Universidad Autónoma de Barcelona, miembro del patronato de la Fundación Enciclopèdia Catalana, miembro del consejo editorial del diario Avui del Consejo Editorial de Edicions 62 y miembro del consejo consultivo de la Plataforma por la Lengua. En abril de 2010 fue galardonado con la Cruz de Sant Jordi por la Generalidad de Cataluña. Aquel mismo año recibió el premio Memorial Francesc Macià. Fue miembro del consejo asesor de la Fundación Centro de Estudios Jordi Pujol, y desde el 18 de enero de 2011 presidió la Fundación Enciclopèdia Catalana, donde había sido vicepresidente primero. En febrero de 2013, la Universidad Autónoma de Barcelona le otorgó el doctorado honoris causa. La laudatio fue pronunciada por Josep Maria Vallès i Casadevall.

## Obras
- Anys de referència (Columna, 1997), premio de ensayo Fundación Ramon Trias Fargas.
- El català, o ara o mai (Angle Editorial, 2005).